# 草牟田
草牟田（そうむた）は、鹿児島県鹿児島市の町丁。旧薩摩国鹿児島郡鹿児島近在草牟田村、鹿児島郡鹿児島近在下伊敷村（一部）、鹿児島郡伊敷村大字下伊敷（一部）。郵便番号は草牟田は890-0014、草牟田町は890-0015。人口は5,020人、世帯数は2,776世帯（2020年4月1日現在）。草牟田一丁目、草牟田二丁目及び草牟田町があり、草牟田一丁目、草牟田二丁目の全域で住居表示を実施している。
1877年（明治10年）、草牟田に設置されていた大日本帝国陸軍の火薬庫である「草牟田火薬庫」が私学校の生徒によって襲撃される弾薬掠奪事件が発生し、これが西南戦争勃発のきっかけとなった。西南戦争では草牟田の山は砲撃により山形が変化するほどの激戦地となった。
1911年（明治44年）9月30日に鹿児島郡伊敷村大字下伊敷の一部にあたる草牟田地区が鹿児島市に編入されたのに伴いその区域を以て「草牟田町」として設置された。

## 地理
鹿児島市の中央部、甲突川下流左岸に位置する。町域の北方には下伊敷、南方には新照院町、東方には城山、玉里町、西方には永吉、原良がそれぞれ接している。
町域の西端を甲突川が南北に流れており、甲突川に沿って国道3号が通っている。また、草牟田町と草牟田二丁目の境界を通る国道3号から玉里町の玉里島津家の玉里邸を結ぶ道路は島津久光の国葬のために建設され「国葬道路」とも呼ばれる。
中央部に鹿児島県立鹿児島聾学校、北部に鹿児島県立鹿児島工業高等学校が所在しており、鹿児島工業高等学校に隣接して鹿児島県護国神社、鹿児島神社がある。江戸時代には甲突川河畔から臨む草牟田の山々の形が鶴の姿に似ていることからこの一帯を「鶴尾」と呼称していた。

### 河川
- 甲突川

### 町名の由来
「草牟田」という地名は古くからこの付近が甲突川の湿地帯で沢牟田と呼ばれていたものが転訛して草牟田となったといわれる。

## 歴史

### 草牟田の成立から下伊敷村編入まで
草牟田という地名は江戸時代より見え、薩摩国鹿児島郡鹿児島近在のうちであった。「歴代制度巻二〇」によれば草牟田村は鹿児島近在のうち「近名」に属していた。村高は「鹿児島寺社廻」によれば488石余、「天保郷帳」によれば716石余、「郡村高辻帳」によれば716石余、「三州御治世要覧」によれば517石余であった。1871年（明治4年）に鹿児島郡鹿児島近在下伊敷村に編入された。特産品としてはつげ櫛があり、草牟田村で生産された櫛は「草牟田櫛」と呼ばれていた。

### 弾薬掠奪事件と西南戦争
廃藩置県後、不平士族による反乱が多発しており、これをみた明治政府は1877年（明治10年）の1月から2月にかけて草牟田にあった大日本帝国陸軍の草牟田火薬庫（陸軍省砲兵属廠）に収納されていた火薬類の積み出しを始めた。私学校の生徒らは火薬類の積み出しを私学校撲滅策であるとして、火薬庫を襲撃し小銃や弾薬などを略奪した（弾薬掠奪事件）。この事件をきっかけに西郷隆盛を盟主とする士族らによる武力反乱である西南戦争が勃発した。
西南戦争では草牟田の山は砲撃により山形が変化するほどの激戦地となった。西南戦争終戦後、鹿児島県は臨時の監獄を草牟田に設置した。

### 草牟田町の設置と近代
1911年（明治44年）9月30日に鹿児島郡伊敷村大字下伊敷の小字宮ノ下、二月田、宇都、丸山、夏蔭ノ宇都、夏蔭、丸山外園、十月田、荒巻、上古川、柳田古川、外戸口、郷田、椎木山、前之谷下、松ヶ平、堤ヶ宇都、前谷上、後ヶ宇都、萬助ヶ宇都、猟師馬場、眞迫、北山迫、下之門、御舟崎、入舟、内屋敷、屋敷添、下川原、柵川原、屋敷内、柳田、大坪、中川原、上川原の区域が鹿児島市に編入され、その区域を以て鹿児島市の町「草牟田町」として設置された。鹿児島市編入時の草牟田町の人口は1,491人であった。
第二次世界大戦終戦後の1946年（昭和21年）には戦災復興事業の一つとして土地区画整理事業が実施されることとなり、草牟田地区も土地区画整理事業の対象となった。戦災復興事業として行われていた土地区画整理事業は鹿児島市全体で1981年（昭和56年）までに完了した。
1976年（昭和51年）7月5日に城山・草牟田地区において住居表示が実施されることとなり、町域の再編が実施された。それに伴い、草牟田町の一部より「草牟田一丁目」、草牟田町、玉里町の一部より「草牟田二丁目」が設置され、草牟田町の一部が城山一丁目の一部となり、下伊敷町の一部が草牟田町に編入された。

### 町域の変遷
| 実施後                   | 実施年             | 実施前                           |
| ------------------------ | ------------------ | -------------------------------- |
| 鹿児島市草牟田町（新設） | 1911年（明治44年） | 鹿児島郡伊敷村大字下伊敷（一部） |
| 草牟田一丁目（新設）     | 1976年（昭和51年） | 草牟田町（一部）                 |
| 草牟田二丁目（新設）     | 1976年（昭和51年） | 草牟田町（一部）                 |
| 草牟田二丁目（新設）     | 1976年（昭和51年） | 玉里町（一部）                   |
| 草牟田町（編入）         | 1976年（昭和51年） | 下伊敷町（一部）                 |
| 城山一丁目（新設）       | 1976年（昭和51年） | 草牟田町（一部）                 |
| 城山一丁目（新設）       | 1976年（昭和51年） | 冷水町（一部）                   |
| 城山一丁目（新設）       | 1976年（昭和51年） | 長田町（一部）                   |
| 城山一丁目（新設）       | 1976年（昭和51年） | 玉里町（一部）                   |

## 人口

### 町丁別
|              | 世帯数 | 人口  |
| ------------ | ------ | ----- |
| 草牟田一丁目 | 1,020  | 1,804 |
| 草牟田二丁目 | 1,535  | 2,837 |
| 草牟田町     | 221    | 379   |
| 計           | 2,776  | 5,020 |

### 人口の推移
以下の表は国勢調査による小地域集計が開始された1995年以降の人口の推移である。
| 年                 | 人口  |
| ------------------ | ----- |
| 1995年（平成7年）  | 6,042 |
| 2000年（平成12年） | 5,805 |
| 2005年（平成17年） | 5,490 |
| 2010年（平成22年） | 5,318 |
| 2015年（平成27年） | 5,082 |

## 文化財

### 国登録
- 鹿児島県立鹿児島工業高等学校大煙突（登録有形文化財）[32][33]

### 市指定
- 西田橋・地つき唄（無形民俗文化財（民俗芸能））[34]

## 施設

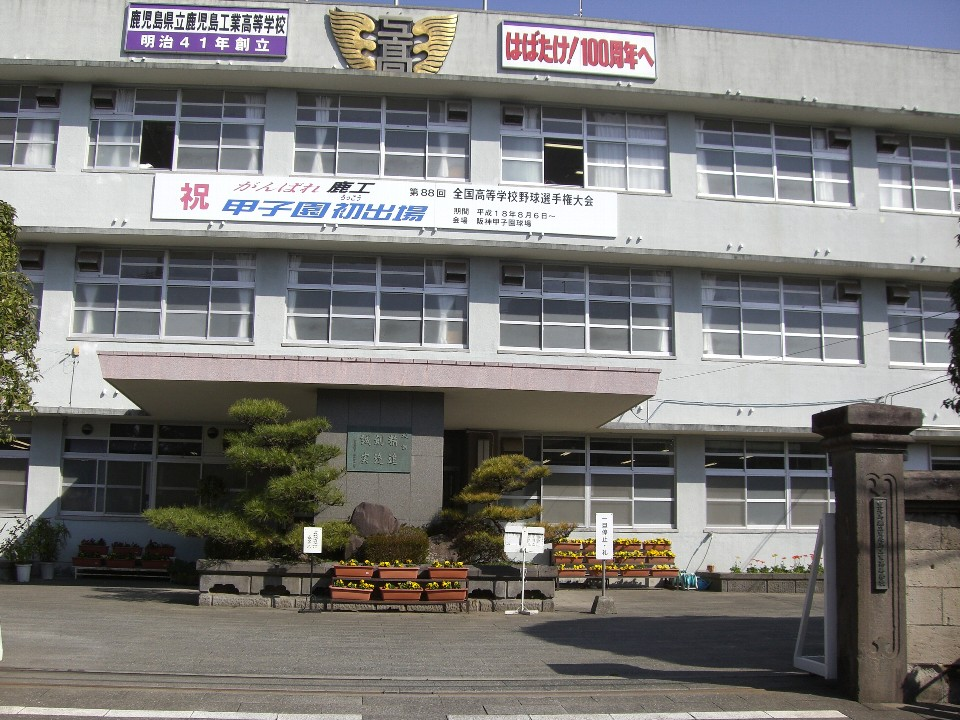
鹿児島県立鹿児島工業高等学校

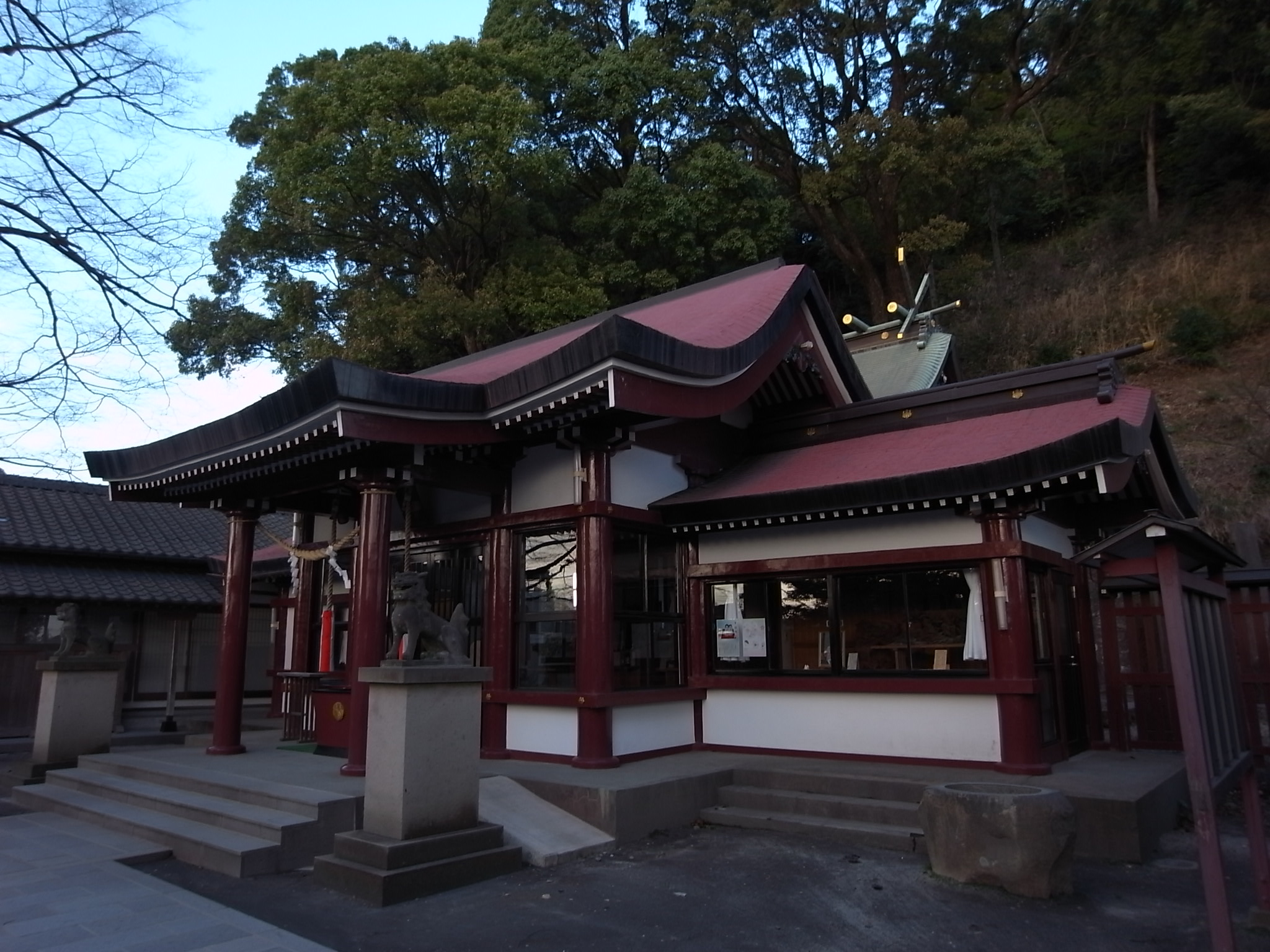
鹿児島神社拝殿

### 公共
- 鹿児島県警察鹿児島西警察署草牟田交番[35]
- 城西公民館[36]
  - 鹿児島市立図書館城西公民館図書室[37]
- 鹿児島高等技術専門校

### 教育
- 鹿児島県立鹿児島工業高等学校[38]
- 鹿児島県立鹿児島聾学校[39]
- 草牟田幼稚園[40]
- 玉里善き牧者幼稚園[40]

### 郵便局
- 鹿児島草牟田郵便局[41]

### 寺社
- 鹿児島神社
- 鹿児島県護国神社

### その他
- アクシーズ本社

## 小・中学校の学区
市立小・中学校に通う場合、学区（校区）は以下の通りとなる。
| 町丁         | 番・番地 | 小学校                 | 中学校               |
| ------------ | -------- | ---------------------- | -------------------- |
| 草牟田一丁目 | 全域     | 鹿児島市立草牟田小学校 | 鹿児島市立伊敷中学校 |
| 草牟田二丁目 | 全域     | 鹿児島市立草牟田小学校 | 鹿児島市立伊敷中学校 |
| 草牟田町     | 全域     | 鹿児島市立草牟田小学校 | 鹿児島市立伊敷中学校 |

## 交通

### 道路
一般国道
- 国道3号

### 鉄道
- 鹿児島市電伊敷線（廃止路線）
「角川日本地名大辞典」によれば草牟田には、草牟田電停・中草牟田電停・護国神社前電停が設置されていた[12]。1985年（昭和60年）9月30日に伊敷線の全線が廃止されたのに伴い廃止された[43]。

## 著名な出身人物
- 淵ノ上忠義（台湾総督府官僚、大日本帝国陸軍司政官、陸上自衛官）
- 中原俊（映画監督）